# Polyaulon grandis
Polyaulon grandis är en stekelart som först beskrevs av Joseph Augustine Cushman 1921.  Polyaulon grandis ingår i släktet Polyaulon och familjen brokparasitsteklar. Inga underarter finns listade i Catalogue of Life.